# Площа Об'єднаних націй (Мінськ)
Площа Об'єднаних націй (біл. Плошча Аб'яднаных нацый) — площа в Ленінському районі Мінська, розташована на вулиці Ульяновській. Названа на честь Організації Об'єднаних Націй.

## Історія
Площа Об'єднаних націй отримала свою назву в 1995 році на честь 50-річчя Організації Об'єднаних націй. У 2010 році в рамках святкування 65-ї річниці ООН на площі було закладено камінь з меморіальним знаком «Площа Об'єднаних націй» білоруською та англійською мовами. Планувалося створити пам'ятник, який буде встановлено на площі після її реконструкції.